# Streichquartett Nr. 2 (Berwald)
Das Streichquartett Nr. 2 a-Moll ist ein kammermusikalisches Werk des schwedischen Komponisten Franz Berwald. Es entstand im Jahr 1849, in Schweden wurde es jedoch erst Anfang des 20. Jahrhunderts aufgeführt. Das Streichquartett erlangte später – einhergehend mit der zunehmenden Wertschätzung des Komponisten – einige Bekanntheit.

## Entstehung, Aufbau und Stil
In den Jahren vor der Entstehung des Streichquartetts hatte Berwald, dessen eigenwillige Musik sich in seinem Heimatland Schweden zeitlebens nicht recht durchsetzen konnte, mit einigem Erfolg Europa bereist. Vor allem in Wien und Salzburg waren Aufführungen einiger seiner kleineren Orchester- und Vokalwerke von Publikum und Presse mit vielen lobenden Worten bedacht worden. Berwald fühlte sich darin bestärkt, seinen an der Wiener Klassik orientierten, vom Spätwerk Beethovens und der Musik Mendelssohns beeinflussten Stil individuell weiterzuentwickeln und wandte sich zu diesem Zweck Ende der 1840er-Jahre verstärkt der Kammermusik zu, möglicherweise angespornt von Mendelssohns letztem Werk, dem damals kontroversen Streichquartett Nr. 6 (1847).
Ein erstes Streichquartett in g-Moll hatte Berwald bereits 1818 vorgelegt. Das Frühwerk galt jedoch Berwald selbst eher als akademische Fingerübung. Das zweite Streichquartett in a-Moll, das er gemeinsam mit dem dritten in Es-Dur veröffentlichte, bezeugte hingegen den Willen und die Fähigkeit Berwalds, einen formal und melodisch eigenen Musikstil zu entwickeln. Die Sätze lauten wie folgt:
- Introduzione: Adagio. Allegro
- Adagio
- Scherzo: Allegro Assai
- Finale: Allegro Molto

Das auf den ersten Blick klassisch konzipierte Werk erweist sich schon im Kopfsatz als virtuos, etwa durch die lange, zärtlich-schwebende Einleitung und einen Übergang zwischen Haupt- und Seitensatz, der von großer motivischer Eigenständigkeit geprägt ist. Dem melodisch-singenden Adagio in B-Dur folgt ein verspieltes Scherzo, das mit seinem 6/8-Takt und dem huschend-tänzelnden Verlauf an die „Elfen-Scherzi“ von Mendelssohn erinnert. Das Finale spielt mit Wechseln zwischen Dur und Moll, bleibt jedoch der klassischen Tonalität verhaftet.

## Veröffentlichung und Rezeption
Berwald fand für die beiden Streichquartette keinen Verleger und auch eine Aufführung kam zunächst nicht zustande. Es wird angenommen, dass der im sozialen Umgang als schwierig geltende und in seinem Stolz gekränkte Musiker, der in der Musikszene Schwedens ein Außenseiter war, auch keine nennenswerten Anstrengungen unternahm, andere von seinem Werk zu überzeugen. Erst lange nach seinem Tod wurde die musikhistorische Bedeutung seiner Kompositionen, darunter vor allem seiner originellen sinfonischen und kammermusikalischen Werke, langsam einer breiteren Öffentlichkeit bekannt. Am 15. Oktober 1902 wurde das Werk in Stockholm mit Erfolg erstaufgeführt (kleinere Aufführungen soll es zuvor in Österreich gegeben haben) und ein Jahr später als Edition veröffentlicht. Heute werden Berwalds Streichquartette in Schweden regelmäßig aufgeführt, auch international erlangten sie durch Konzerte und verschiedene CD-Einspielungen eine gewisse Bekanntheit.